# Zlatý míč 1971
Zlatý míč, cenu pro nejlepšího fotbalistu Evropy dle mezinárodního panelu sportovních novinářů, v roce 1971 získal nizozemský fotbalista Johan Cruijff. Šlo o šestnáctý ročník ankety, organizoval ho časopis France Football a výsledky určili sportovní publicisté z 26 zemí Evropy.

## Pořadí

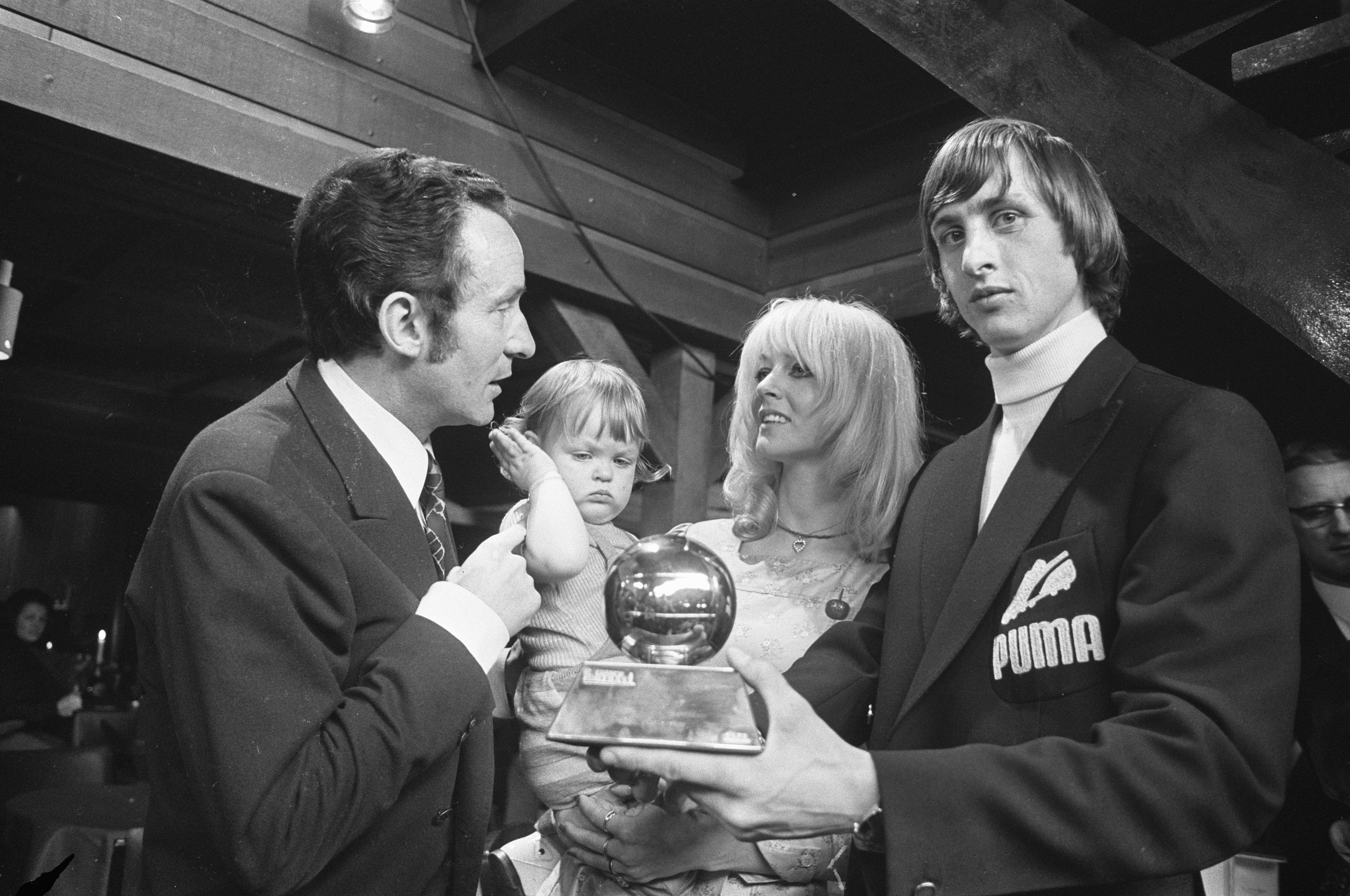
Johan Cruyff se zlatým míčem za rok 1971

| Pořadí | Hráč               | Reprezentace    | Kluby                    | Body |
| ------ | ------------------ | --------------- | ------------------------ | ---- |
| 1      | Johan Cruijff      | Nizozemsko      | Ajax Amsterdam           | 116  |
| 2      | Sandro Mazzola     | Itálie          | Internazionale           | 57   |
| 3      | George Best        | Severní Irsko   | Manchester United        | 56   |
| 4      | Günter Netzer      | Západní Německo | Borussia Mönchengladbach | 30   |
| 5      | Franz Beckenbauer  | Západní Německo | Bayern Mnichov           | 27   |
| 6      | Gerd Müller        | Západní Německo | Bayern Mnichov           | 18   |
|        | Josip Skoblar      | Jugoslávie      | Olympique Marseille      | 18   |
| 8      | Martin Chivers     | Anglie          | Tottenham Hotspur        | 12   |
| 9      | Piet Keizer        | Nizozemsko      | Ajax Amsterdam           | 9    |
| 10     | Bobby Moore        | Anglie          | West Ham United          | 7    |
|        | Ferenc Bene        | Maďarsko        | Dózsa Újpest             | 7    |
| 12     | Jevhen Rudakov     | SSSR            | Dynamo Kyjev             | 6    |
| 13     | Giacinto Facchetti | Itálie          | Internazionale           | 4    |
|        | Dimitrios Domazos  | Řecko           | Panathinaikos Athény     | 4    |
| 15     | Pirri              | Španělsko       | Real Madrid              | 3    |
|        | Dragan Džajić      | Jugoslávie      | CZ Bělehrad              | 3    |
|        | Berti Vogts        | Západní Německo | Borussia Mönchengladbach | 3    |
| 18     | Terry Cooper       | Anglie          | Leeds United             | 2    |
|        | Francis Lee        | Anglie          | Manchester City          | 2    |
|        | Wolfgang Overath   | Západní Německo | 1. FC Köln               | 2    |
|        | Wilfried Van Moer  | Belgie          | Standard Lutych          | 2    |
| 22     | Bobby Charlton     | Anglie          | Manchester United        | 1    |
|        | Albert Šestěrňov   | SSSR            | CSKA Moskva              | 1    |